# Штерненберг (Цюрих)
Штерненберг (нем. Sternenberg) — бывшая коммуна в Швейцарии, в кантоне Цюрих. 1 января 2015 года вошла в состав коммуны Баума.
Входила в состав округа Пфеффикон. Население составляет 353 человека (на 31 декабря 2007 года). Официальный код — 0179.